# Johnny Boone
John Robert Boone (22 de septiembre de 1943 – 14 de junio de 2024) fue un agricultor estadounidense que fue líder de la Cornbread Mafia en la década de 1980, uno de los mayores sindicatos de marihuana doméstica en la historia de Estados Unidos. Se le ha referido como el "Padrino de la Marihuana".

## Biografía
Boone nació en el condado de Washington, Kentucky, el 22 de septiembre de 1943. Fue criado por su abuelo, quien era agricultor y contrabandista durante la era de la Prohibición. Boone ganó títulos estatales 4-H en la escuela secundaria por la cría de ovejas y el cultivo de tabaco. Fue tres veces ganador de letras en fútbol y se graduó en 1961. No asistió a la universidad y en su lugar, formó una familia y se convirtió en agricultor. Para la década de 1970, estaba cultivando lo que se decía que era la mejor variedad de marihuana en Kentucky, etiquetada como "Kentucky Bluegrass" por High Times.
En la década de 1980, Boone fue un líder en la Cornbread Mafia, una organización de drogas en Kentucky considerada el "mayor sindicato de marihuana doméstica en la historia de Estados Unidos". Durante su tiempo en la organización, ayudó a establecer granjas de marihuana en su estado natal de Kentucky, así como en estados circundantes del Medio Oeste, incluidos Indiana, Illinois y Kansas. Fue arrestado en 1987 como el cabecilla de la organización y sentenciado a 20 años de prisión.
En junio de 2008, la policía descubrió que Boone estaba cultivando 2,421 plantas de marihuana en su granja fuera de Springfield, Kentucky, en el condado de Washington, pero escapó del arresto, bajo la amenaza de una sentencia de cadena perpetua sin posibilidad de libertad condicional debido a que la redada sería su tercera condena federal bajo la Ley de Tres Delitos. Se convirtió en fugitivo y fue el tema de un segmento de America's Most Wanted.El 22 de diciembre de 2016, después de ocho años huyendo, fue arrestado en un pequeño pueblo fuera de Montreal, Quebec, Canadá. Fue sentenciado a 57 meses de prisión, pero fue liberado de la Institución Correccional Federal, Elkton, en junio de 2020 debido a un brote de COVID-19.
Boone murió en Lebanon, Kentucky, el 14 de junio de 2024, a la edad de 80 años.

## Legado
Boone admitió sus errores: "Somos de un lugar pobre... No creo que nadie aquí esté en ningún tipo de robo. Solo puedo decir que... en nuestra área, la marihuana es una de las cosas que ayuda a poner pan en la mesa para la gente". También era conocido por ser humilde y cuidar de su comunidad en los condados de Marion y Washington, Kentucky. Durante un período de ocho años en el que estuvo fugitivo, los alguaciles de Estados Unidos. no pudieron obtener información sobre su paradero, ya que los residentes les decían que no revelarían su ubicación incluso si lo supieran.